# Вулиця Вадима Благовісного
Ву́лиця Вади́ма Благові́сного — вулиця в історичній частині міста Миколаєва. Одна з найстаріших вулиць у місті із великою кількістю збережених пам'яток архітектури XIX і XX століть.

## Розташування
Вулиця Вадима Благовісного — поздовжня вулиця в Городовій частині старого Миколаєва.
Бере свій початок від 1-ї Слобідської вулиці, проходить через Садову до Лагерного поля, де повертає ліворуч і проходить до району Центрального яхт-клубу, закінчуючись перехрестям з Шосейною і Спортивною вулицями і Варварівським узвозом. Загальна протяжність близько 3,4 кілометра.

## Історія
У 1822 році поліцмейстером П. І. Федоровим запропонувано назву Грецька вулиця — за Грецькою церквою Святителя Миколая, розташованою на розі цієї та Олексія Вадатурського вулиць. Проте назва не була затверджена генерал-губернатором Миколаєва адміралом О. С. Грейгом.
Поліцмейстер Г. Г. Автономов в 1835 році запропонував замість цієї назви інший варіант — Микільська вулиця, за ім'ям тієї ж церкви, що збереглася до наших днів. У 1891 році вулиця була перейменована на Спаський узвіз, а у 1919 році вулиці дали ім'я Рози Люксембург — німецької революціонерки, теоретикині марксизму і комунізму. У 1996 році вулиці повернули її першу історичну назву в зросійщеній формі Нікольська.
26 липня 2024 року вулицю Нікольську перейменовано і розпорядженням голови Миколаївської обласної державної адміністрації Віталія Кіма відповідно до Закону України «Про засудження та заборону пропаганди російської імперської політики в Україні і деколонізацію топонімії» надано ім'я Вадима Благовісного — українського військовослужбовця, підполковника повітряних сил Збройних сил України, Героя України.

## Пам'ятки, інфраструктура

### Будівлі та пам'ятки
| Пам'ятка | Розташування                                                     | Примітки |
| --- | ---------------------------------------------------------------- | --- |
| Пам'ятник В'ячеславу Чорноволу | На розі вулиць Великої Морської та Вадима Благовісного у 2007 р. | Автор — архітектор Віктор Макушин.                                                                                                |
| Будинок з колонами, в якому в 1791–1795 р.р. жив адмірал Й. М. Дерібас | На розі вулиць Андрія Покровського та Вадима Благовісного        | ім'ям де Рібаса названо одну з центральних вулиць Одеси.                                                                          |
| Грецька кам'яна церква | Розташована на розі вулиць Фалєєвської та Вадима Благовісного    | побудована за проектом невідомого автора в 1817 р.                                                                                |
| Житловий будинок-особняк, кінець XIX ст. | Вадима Благовісного, 1                                           | Пам'ятка архітектури місцевого значення                                                                                           |
| Житловий будинок-особняк, XIX ст. | Вадима Благовісного, 9                                           | Пам'ятка архітектури місцевого значення                                                                                           |
| Будинок, де народився Микола Аркас (старший) | Вадима Благовісного, 13                                          | відкрито меморіальну дошку (скульптор Юрій Макушин)                                                                               |
| Миколаївський національний університет імені В. О. Сухомлинського | Вадима Благовісного, 24                                          | Перед будівлею університету — погруддя Василю Сухомлинському.                                                                     |
| Олександрівське реальне училище, 1873 р. (тепер готель «Олександрівський») | Вадима Благовісного, 25                                          | Пам'ятка архітектури місцевого значення                                                                                           |
| Житловий будинок прибуткового типу, І чверть XIX ст. | Вадима Благовісного, 27                                          | Пам'ятка архітектури місцевого значення                                                                                           |
| Житловий будинок, кінець XIX ст., прибудова — 1912 р. | Вадима Благовісного, 30                                          | Пам'ятка архітектури місцевого значення                                                                                           |
| Миколаївська перша Маріїнська жіноча гімназія, тепер Перша українська гімназія імені Миколи Аркаса                                                                                  | Вадима Благовісного, 34                                          | зведена за проектом архітектора Є. А. Штукенберга. Пам'ятка архітектури місцевого значення та пам'ятка історії місцевого значення |
| Будинок, де народилися Йосип і Олександр Поджіо — майбутні декабристи | Вадима Благовісного, 34-а                                        | пам'ятка історії місцевого значення                                                                                               |
| Житловий будинок-особняк, середина XIX ст. | Вадима Благовісного, 37                                          | Пам'ятка архітектури місцевого значення                                                                                           |
| Житловий будинок-особняк, середина XIX ст. | Вадима Благовісного, 37-а                                        | Пам'ятка архітектури місцевого значення                                                                                           |
| Житловий будинок-особняк, ІІ половина XIX ст. | Вадима Благовісного, 40                                          | Пам'ятка архітектури місцевого значення                                                                                           |
| Житловий будинок, кінець XIX ст. | Вадима Благовісного, 44                                          | Пам'ятка архітектури місцевого значення                                                                                           |
| Житловий будинок, кінець XIX ст. | Вадима Благовісного, 46                                          | Пам'ятка архітектури місцевого значення                                                                                           |
| Будинок, де під час німецької окупації знаходилася редакція газети «Українська думка»                                                                                               | Вадима Благовісного, 47                                          | |
| Італійське консульство, ІІ половина XIX ст. Будинок, де у 1917 р. був штаб Червоної гвардії                                                                                         | Вадима Благовісного, 52                                          | Пам'ятка архітектури місцевого значення та пам'ятка історії місцевого значення                                                    |
| Будинок, де жив у 1923–1924 р.р. поет Едуард Багрицький, який працював в газеті «Червоний Миколаїв». У цьому ж будинку містився один з перших кінотеатрів міста «Північна Пальміра» | Вадима Благовісного, 62                                          | |
| Миколаївське відділення Одеського облікового банку, 80-роки XIX ст. Будинок, в якому розміщувалась Рада робітничих та військових депутатів у 1917 р.                                | Вадима Благовісного, 68                                          | Пам'ятка архітектури місцевого значення та пам'ятка історії місцевого значення                                                    |

### Парки і сквери
- Вулиця Вадима Благовісного є однією з вулиць, що обмежує Манганаріївський сквер — колишню частину Адміралтейської площі.
- В місці перетину з Аркасівською вулиці утворюють Аркасівський сквер — один з найстаріших скверів міста, розбитого ще у XIX столітті.
- Вулиця обмежує сквер Університетський, утворений перетином вулиць Вадима Благовісного, Артилерійської, Лагерним полем і територією Будинку офіцерів флоту.
- В місці перетину з Великою Морською вулицею розташований сквер імені В'ячеслава Чорновола.
- Проходячи повз вулиці Терасну і Павла Скоропадського, вулиця Вадима Благовісного обмежує на півночі одночасно парк Шевченка і сквер Юних героїв.

## Галерея

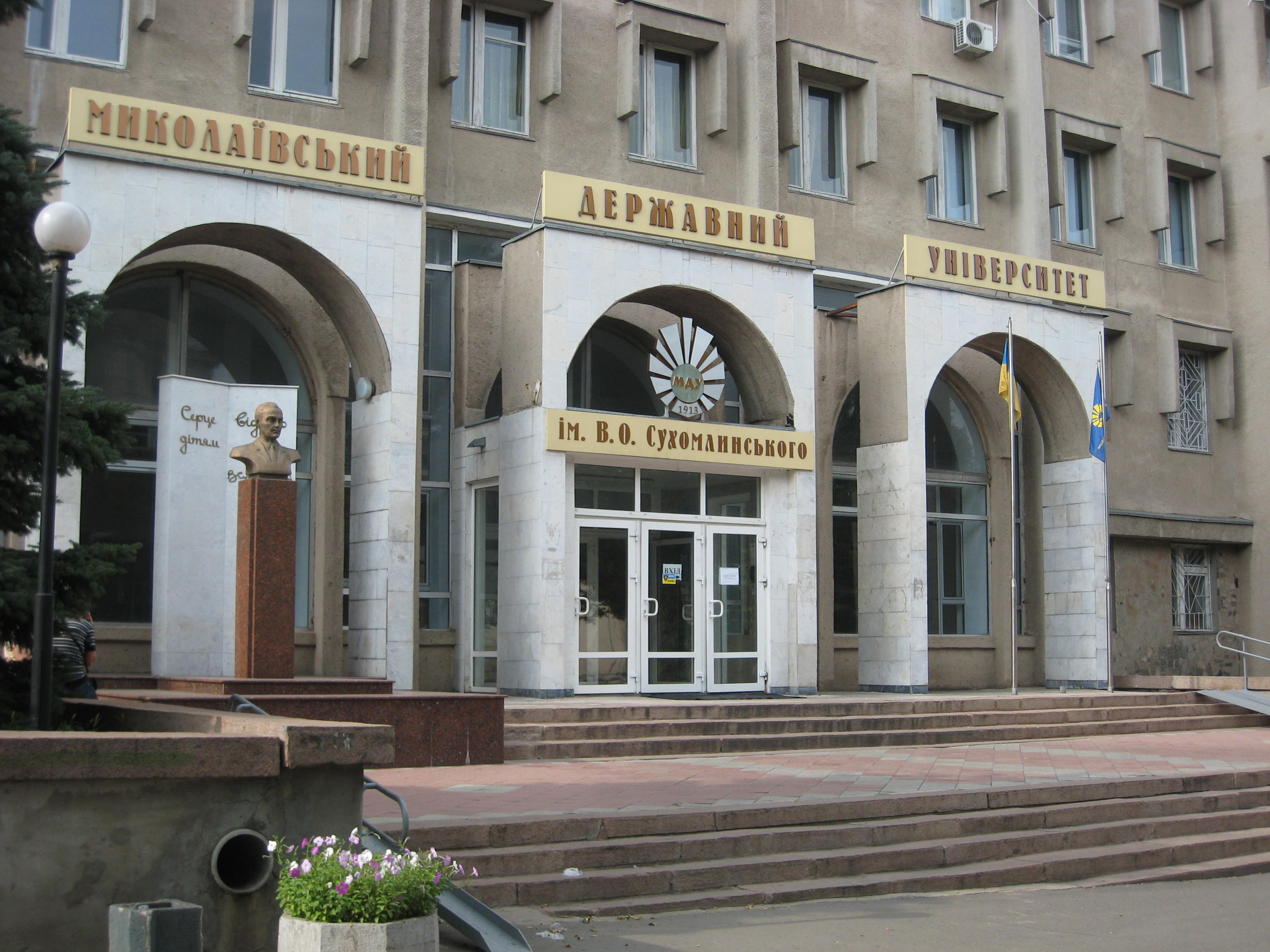
Миколаївський національний університет імені В. О. Сухомлинського
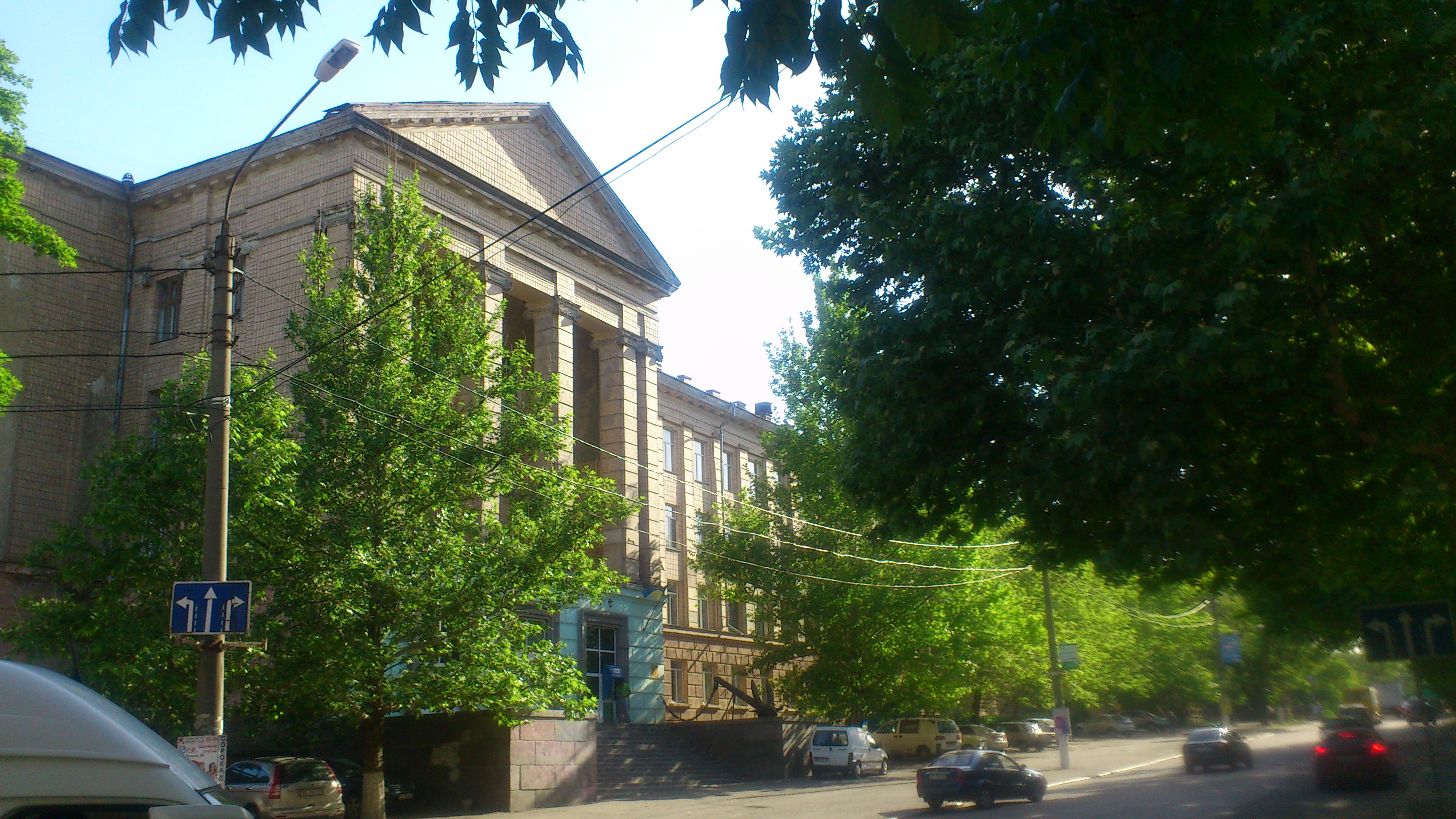
Миколаївський політехнічний коледж
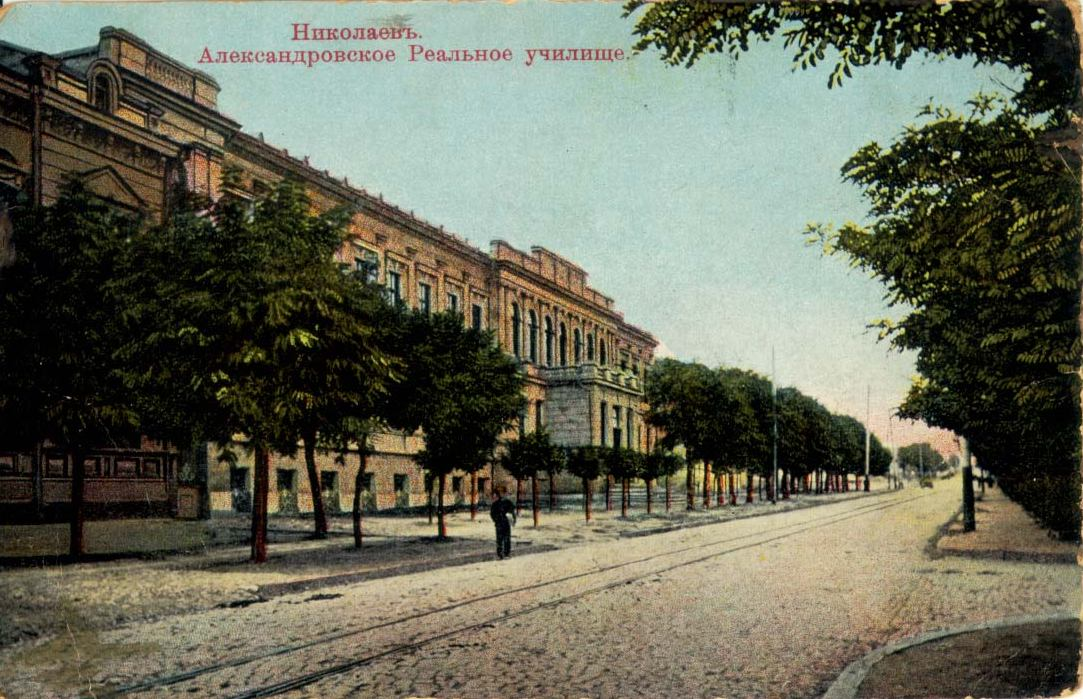
Олександрівське реальне училище на старій листівці
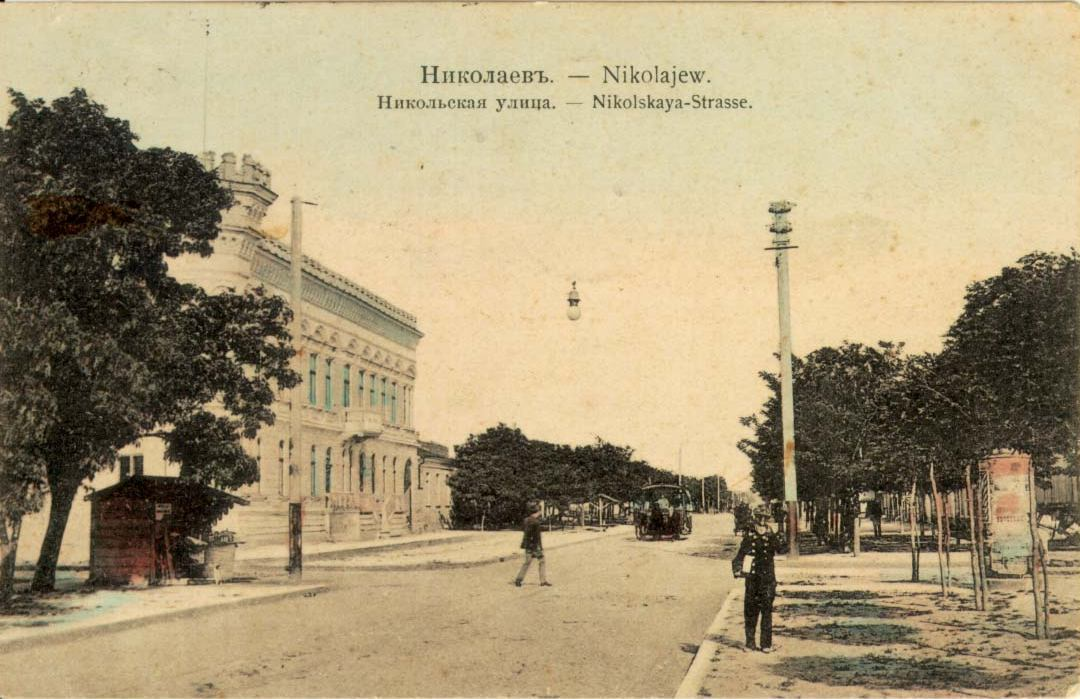
Нікольська вулиця на старій листівці
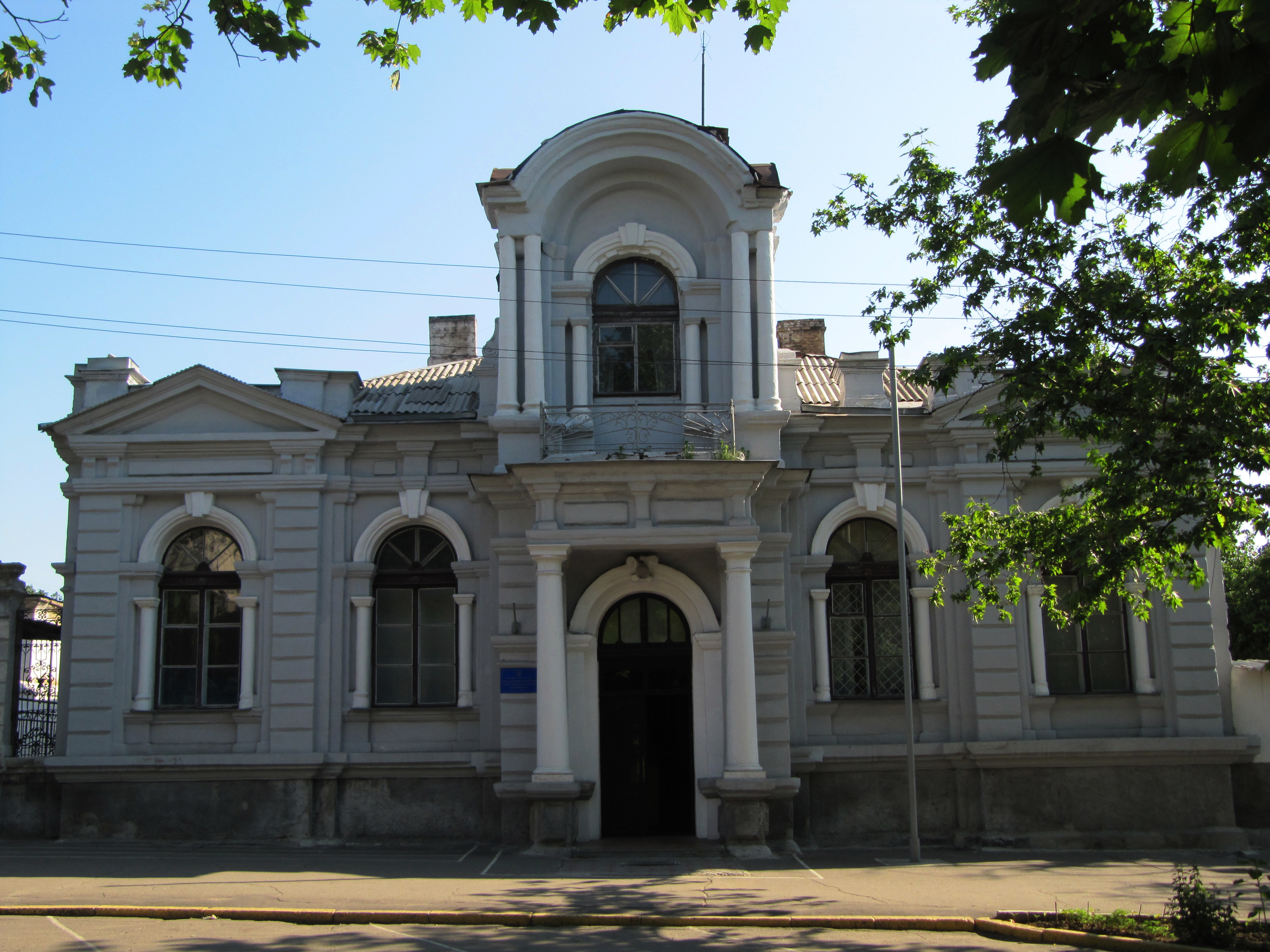
Військова комендатура (колишня церква старообрядців)
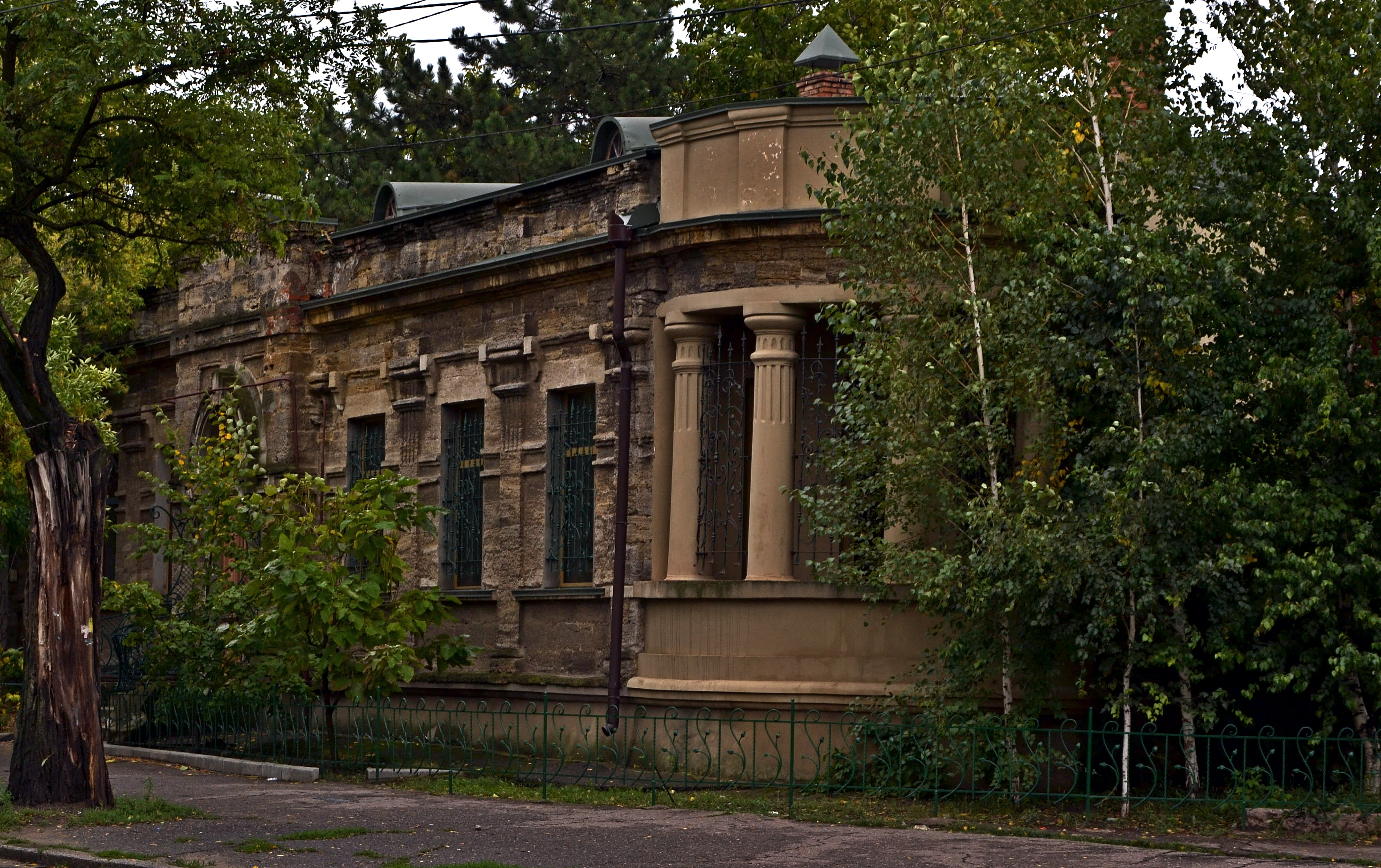
Житловий будинок-особняк, кінець XIX ст. Вулиця Вадима Благовісного, 1
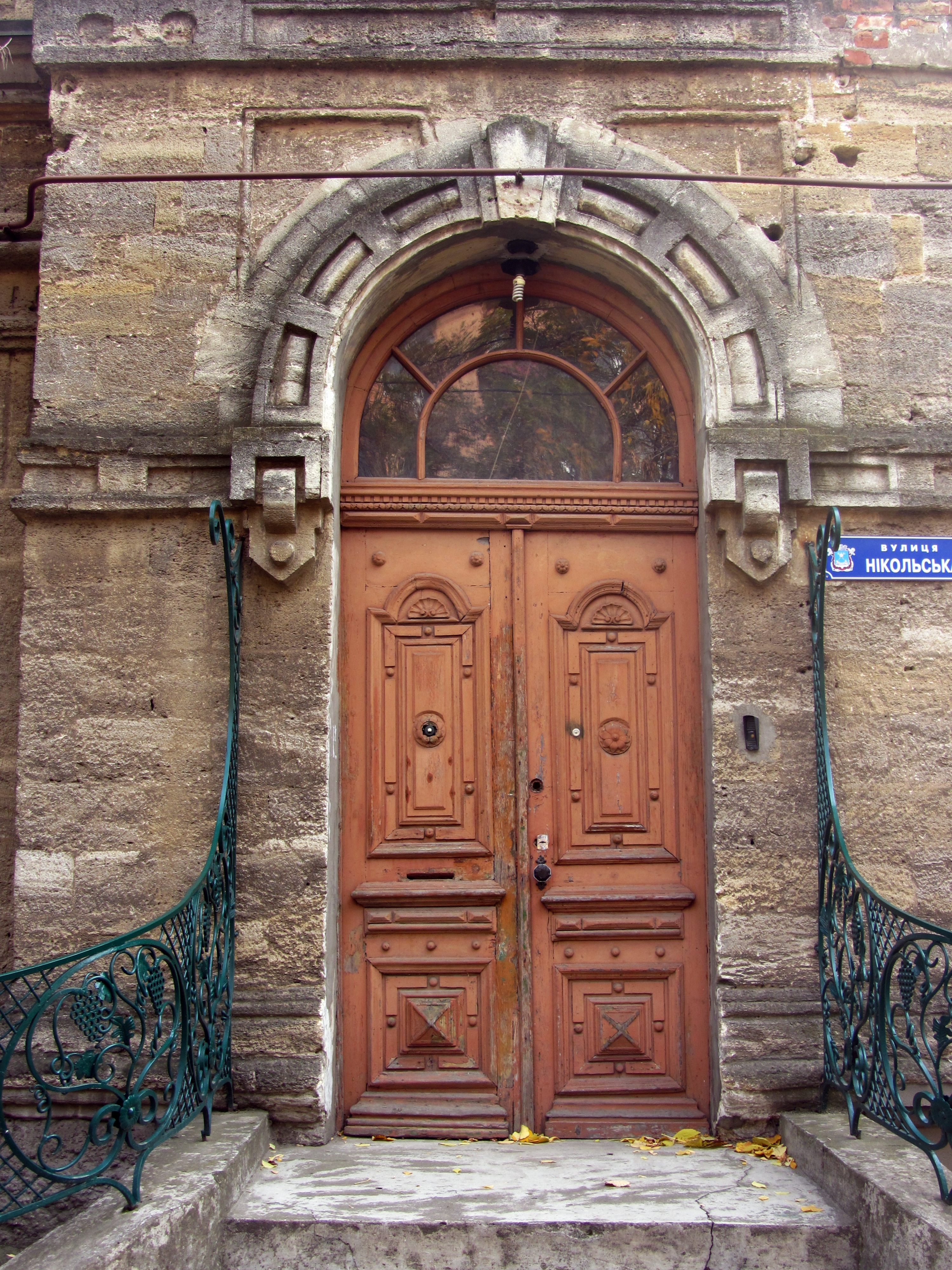
Вул. Вадима Благовісного, 1 (пам'ятка місцевого значення). Двері
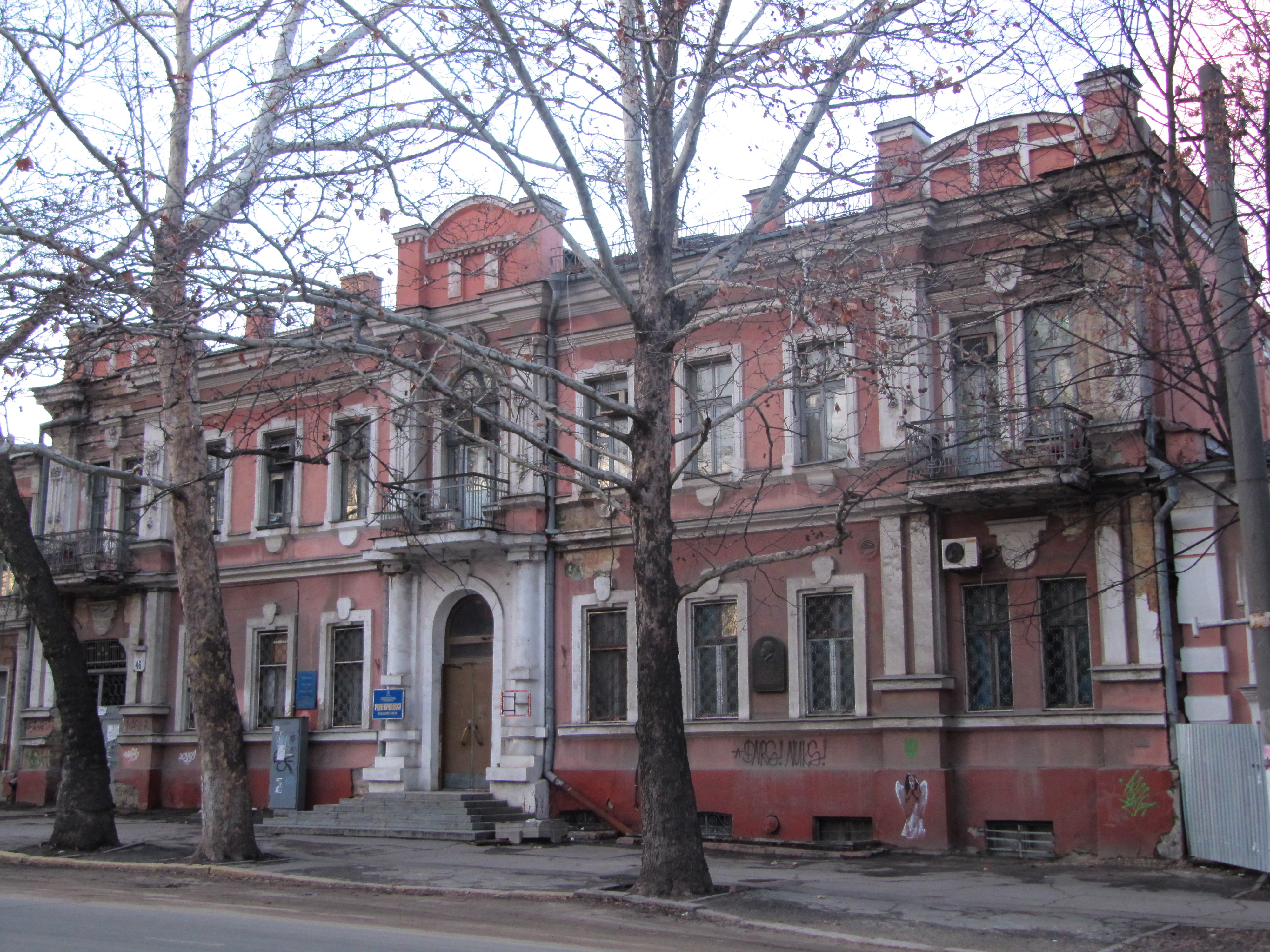
Будинок редакції газети «Рідне Прибужжя»